# Anne Fingerling
Anne Fingerling  (* 20. März 1964 in Bad Arolsen; † 30. Oktober 2022) war eine deutsche Kunsthistorikerin, Autorin und Journalistin.

## Leben
Anne Fingerling wuchs in Kassel auf. Ihr Vater war der Architekt Karl-Heinz Fingerling.  Sie studierte Germanistik und Kunstgeschichte in Düsseldorf und Kassel. Das Studium schloss sie mit einem Magisterabschluss in Kunstgeschichte an der Universität Kassel ab. Von 1989 bis 1991 sammelte sie erste journalistische Erfahrungen durch redaktionelle Mitarbeit bei Hier und Jetzt – Stadtmagazin für Kassel und Göttingen. Anschließend war sie als freie Fachjournalistin für Printmedien tätig. Ihre Spezialthemen waren energieeffizientes Bauen und Sanieren, Energie und Umwelt. Von 1995 bis 2001 war sie als Referentin für Presse- und Öffentlichkeitsarbeit, sowie für die Organisation internationaler Fachkongresse, am Passivhaus-Institut in Darmstadt tätig. Seit 2001 war sie als freie Journalistin und Autorin tätig und schrieb u. a. für das (k)KulturMagazin in Kassel. Anne Fingerling lebte in Kassel.

## Werke
- Meine Kinderbibel. Lesen und Malen, tvd-Verlag Düsseldorf, 2019, ISBN 978-3-945603-10-9.
- Auf leisen Tatzen im Schloss. Museumslandschaft Hessen Kassel und Michael Imhof Verlag, Petersberg 2012 (mit Illustrationen von Markus Lefrançois), ISBN 978-3-86568-887-3.
- Sagenhafte Wilhelmshöhe.mit Fotografien von Helmut Freudenberg/Rolf Wagner,  Prolibris Verlag, Kassel 2011, ISBN 978-3-935263-78-8.
- La Palmas verborgene Gesichter. Eigenverlag, Kassel 2008 (152 Seiten, zahlreiche Farbabbildungen).
- Das Baumhaus, in: treffpunkt. Das Magazin der Schule des Schreibens, Nr. 03/2004, S. 11–12.
- Es ist nie zu spät. Edition neue Autoren, Cornelia Goethe Literaturverlag, Frankfurt am Main 2003.